# Craig
Craig er en dansk spillefilm fra 2007 med instruktion og manuskript af Kim Sønderholm.

## Handling
Craig har mistet sine forældre i en frygtelig ildebrand, der også har bragt hans søster i koma. Han er en ensom fyr, der kun har én at betro sig til, vennen Cliff. Denne har imidlertid for meget at bekymre sig om selv og formår ikke at se, at Craig langsomt er ved at gå i opløsning. Langsomt, men sikkert, begynder fortidens spøgelser at melde sig, og til sidst kan Craig ikke længere holde stemmerne i hovedet nede.

## Medvirkende
- Kim Sønderholm - Craig Anderson
- Peter Ottesen - Johnny
- Christian Magdu (sv) - Chris
- Jan Tjerrild - Cliff
- Merete Van Kamp - Leila
- Lloyd Kaufman - The Voice
- Anna Bård Larsen - Catherine, Craigs søster
- Zoe Hunter - Nightmare girl
- Anja Owe - Psykolog